# Aach, Baden-Württemberg
Aach (phát âm tiếng Đức: [ˈaːx] ⓘ) là một thị trấn nhỏ thuộc bang Baden-Württemberg, Đức. Nằm gần hồ Constance và biên giới Thụy Sĩ, nơi đây chủ yếu được biết đến với Aachtopf — suối du lịch tự nhiên lớn nhất ở Đức tính theo sản lượng.